# Florian Hertweck (Architekt)
Florian Hertweck (* 20. Mai 1975 in Bonn) ist ein deutscher Architekt, Stadtforscher und Hochschullehrer.

## Werdegang
Während seines Architekturstudiums an der École nationale supérieure d’architecture de Paris-Malaquais, u. a. bei Jean-Louis Cohen und Antoine Picon, befasste sich Hertweck mit dem so genannten Berliner Architekturstreit. Nach Diplom im Jahr 2001 erfolgte die weitere Auseinandersetzung mit dieser Debatte, zunächst innerhalb des Studiengangs Moderne und zeitgenössische Architekturgeschichte an der Université Paris 1 Panthéon-Sorbonne (Abschluss mit DEA, 2003) und von 2004 bis 2007 im Rahmen seiner kunsthistorischen Promotion zum Dr. phil. an den Universitäten Paderborn und Paris 1. Die Dissertation wurde 2010 vom Berliner Gebr. Mann Verlag publiziert. In der Historisierung einer der großen deutschen Debatten nach der politischen Einheit zeigte Hertweck, inwiefern Fragen der Architektur und Stadtentwicklung mit der politischen und kulturellen Ausrichtung der jungen Berliner Republik verflochten waren, und warnte vor einem Erstarken einer deutschnationalen Bewegung und ihrem Ableger auf der Ebene von Architektur und Städtebau.
Nach dem Berliner Architekturstreit arbeitete er mit dem französischen Landschaftstheoretiker Sébastien Marot an einer kritisch kommentierten Neuauflage von Oswald Mathias Ungers’ 1977 herausgegebenem Manifest Die Stadt in der Stadt. Die 2013 bei Lars Müller Publishers erschienene dreisprachige Publikation enthält erstmals einen bedeutenden Beitrag von Rem Koolhaas mit dem Titel „Berlin: a Green Archipelago“, weshalb sich im Architekturdiskurs seitdem der Begriff der Archipel-Theorie durchgesetzt hat.
Die Auseinandersetzung mit dem Manifest von Rem Koolhaas und Oswald Mathias Ungers brachte Hertweck mit dem Berliner Architekten Arno Brandlhuber zusammen, der sich ebenfalls mit der Archipel-Theorie befasste. Von 2014 an entwickelten sie ihren Ansatz der Dialogischen Stadt mit Studenten der Akademie der Bildenden Künste Nürnberg. Ausgehend von der Setzung des Begriffs durch den französischen Philosophen Edgar Morin sowie von Ungers’ Dialektischer Stadt zeigten Hertweck und Brandlhuber, wie antagonistische Felder der Raumproduktion wie Stadt und Land, Gemeinschaft und Individualität, oder Teilhabe und Governance, in einen produktiven Dialog gebracht werden können, ohne dass eines der Felder in einer Synthese aufgeht. Die Arbeit wurde 2015 gemeinsam mit dem Münchner Grafikdesigner Thomas Mayfried 2015 unter dem Titel The Dialogic City. Berlin wird Berlin beim Verlag Walther König herausgegeben und stand im Mittelpunkt der gleichnamigen Ausstellung in der Berlinischen Galerie.
Seit 2005 arbeitet Hertweck als praktizierender Architekt, von 2010 bis 2016 in Partnerschaft mit dem französischen Architekten Pierre-Alexandre Devernois, seit 2024 als Partner im Büro -Y, das für less yellow steht. Das Büro widersetzt sich dem Abbruch von Gebäude und hat sich deren Transformation verschrieben. 
Im mit Andrea Rumpf kuratierten Luxemburger Pavillon auf der 16. Architekturbiennale von Venedig wurde die übermäßig starke Privatisierung von und die Spekulation mit städtischem Grund und Boden für eine nachhaltige Stadtentwicklung problematisiert. In der begleitenden Ausgabe des Architekturmagazins Arch+ verfasste Hertweck einen Atlas von Architekturprojekten, die zum Gegenstand die gemeinschaftliche Bedeutung von Grund und Boden haben. Viele deutsche Medien wie die Frankfurter Allgemeine Zeitung, die Süddeutsche Zeitung, die TAZ und die ZDF-Sendung Aspekte berichteten über Hertwecks und Rumpfs Arbeit in Venedig. Für Niklas Maak von der FAZ war es der politischste Pavillon der Biennale.
Von 2009 bis 2015 war Hertweck Maître-assistent (Dozent) und anschließend Professor für Theorie und Praxis des architektonischen und städtebaulichen Entwerfens an der École Nationale Supérieure d’Architecture de Versailles (ENSA-V), wo er die Stadtentwicklung von Berlin, Paris, Schanghai, Casablanca, Istanbul und der Großregion erforschte. Bei dem ARTE-Vierteiler Nachbarschaftsgeschichten Paris / Berlin von 2015 fungierte Hertweck als wissenschaftlicher Berater für Berlin und Interviewpartner. Seit 2016 ist er ordentlicher Professor an der Universität Luxemburg, wo er den Masterstudiengang Architecture leitet. Nach Zusammenarbeit mit Milica Topalovic von der ETH Zürich an der Consultation du Grand Genève, hat Hertweck im Rahmen der Consultation Luxembourg in Transition ein Konsortium von Forschern und Planern geleitet, das Konzepte für die nachhaltige Transformation des funktionalen Raums von Luxemburg ausgearbeitet hat. 
2023 hat er mit Milica Topalovic und der Redaktion des Architekturmagazins den Begriff der Großen Reparatur in den Diskurs eingebracht, anhand einer gleichnamigen ARCH+-Doppelausgabe (Nr. 250 und 253) und einer Ausstellung die 2023-24 zuerst in der Akademie der Künste in Berlin und im Pavillon de l’Arsenal in Paris zu sehen war. 

### Veröffentlichungen (Auswahl)
- Materialität auf Reisen: zur kulturellen Transformation der Dinge, 2006, Berlin: Lit ISBN 978-3-8258-9144-2 (Herausgeber, zusammen mit Philipp Bracher und Stefan Schröder)